# Ciechomice (gmina)
Ciechomice – dawna gmina wiejska istniejąca w XIX wieku w guberni warszawskiej. Siedzibą władz gminy były Ciechomice (od 1997 lewobrzeżna dzielnica Płocka).
Za Królestwa Polskiego gmina Ciechomice należała do powiatu gosty(ni)ńskiego w guberni warszawskiej.
Gminę zniesiono w połowie 1870 roku a jej obszar włączono do gminy Łąck.